# Toni (filme)
Toni (bra/prt: Toni) é um filme francês de 1935, dos gêneros drama e policial, dirigido por Jean Renoir, com roteiro dele, de Jacques Levert e de Carl Einstein.
Tido como o filme que inaugura a chamada "fase realista" do cineasta francês, foi realizado num estilo próximo ao de documentário.

## Sinopse
Nos anos 1920, imigrantes chegam a Provence em busca de trabalho nas pedreiras ou nos campos, estabelecendo relações com os moradores locais. Toni é um imigrante italiano que mora com a francesa Marie.